# 松节油
松节油是通过蒸馏作用或其它方法从松柏的油树脂提取的精油。它是一种重要的工业原料。
松节油主要成分是萜烯。松节油能以任意比例与氯仿、乙醚或醋酸混合，但不溶于水。松节油属于高闪点可燃液体，具有挥发性，燃烧时会产生大量浓烟。
刚出厂的松节油为无色、有特异臭味的液体，存储时间过久或暴露在空气中会导致颜色逐渐变黄以及臭味加重。

## 用途
- 工業用途：作為溶劑及有機合成的原料。
- 医学用途：在中医学中，松节油可作为皮肤刺激药外用，主要的用途是治疗关节或肌肉酸痛。[4]歐洲曾作為利尿劑討論使用。
- 美术用途：作为油画颜料的稀释剂。[5]

## 种类及生产方法
根据原料和制取方式的不同，松节油可分为脂松节油、木松节油、硫酸盐松节油等。但无论是何种原料和方法，松节油的制取过程都是从原料中分离出松香和松节油的过程。其中，分离出来的固体即为松香，其主要成分为树脂酸；而分离出来的挥发性液体即为松节油，其主要成分为萜烯。因此，松节油是松香的联产品。

### 脂松节油
脂松节油是指利用蒸馏法从松脂中提取出的松节油，脂松节油采用的松脂为採脂所得。由于脂松节油的原料是可以通过对树木进行多次採割获取，有利于充分利用森林资源，因此脂松节油占目前松节油总产量的很大比例。脂松节油的联产品是脂松香。

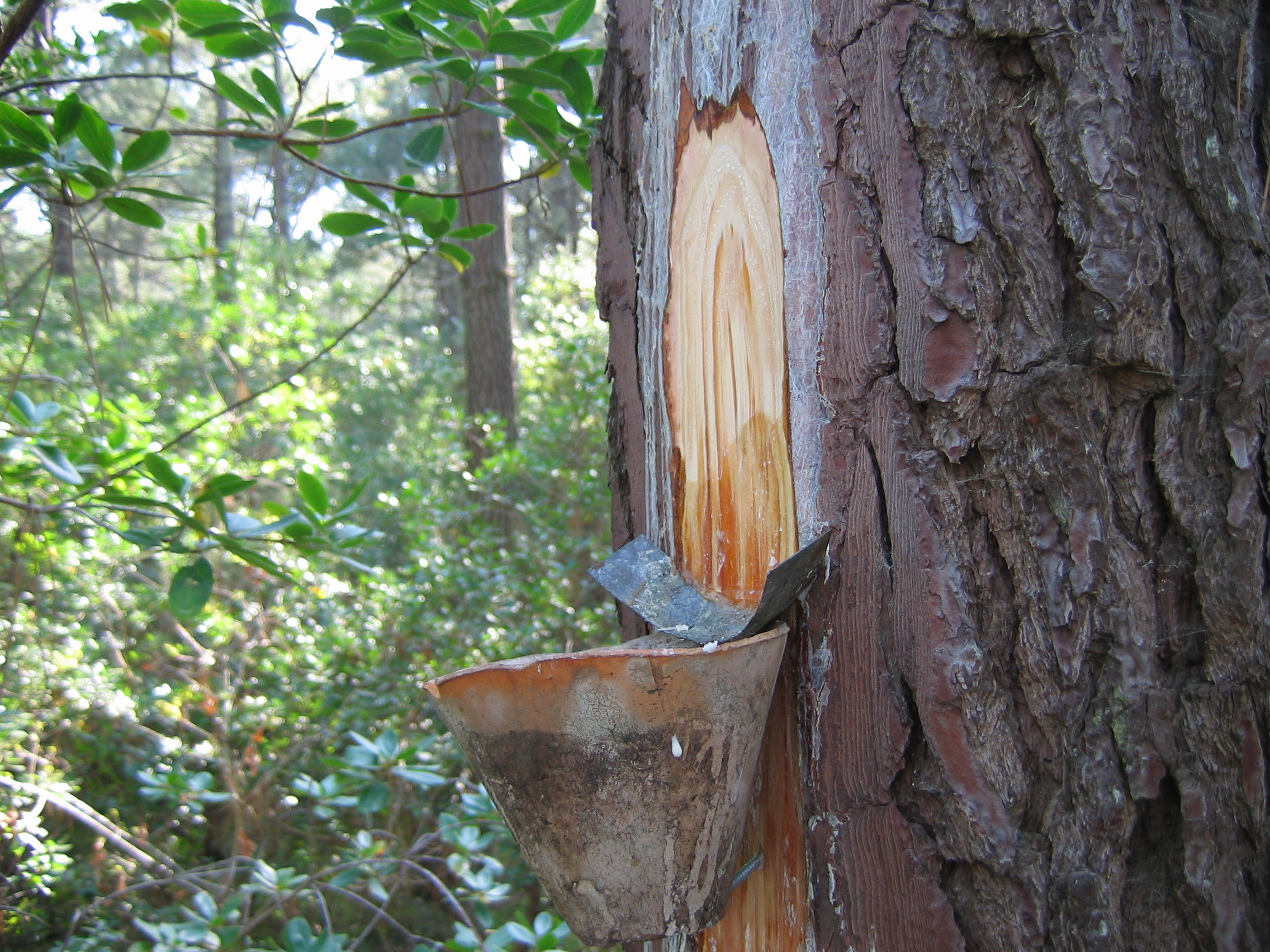
从松树提取树脂。

#### 採脂
採脂，即松脂採割，是指通过割开松柏科植物树幹外缘木质部採集树脂的方法。
目前，採脂选用的树种主要有赤松、黑松、马尾松、云南松、思茅松、南亚松、湿地松、长叶松等。
採脂的方法有两种，即常法採脂和化学採脂法。
常法採脂是指不采用化学药剂，单纯采用普通的採脂刀割开树幹外缘木质部，收取树脂的採脂方法。
化学採脂法是指使用化学採脂刀，在割开树幹外缘木质部的同时，使用化学药剂刺激树木，延长其流脂时间的方法。
化学採脂法根据其采用的药剂不同，又可分为两种，即采用亚硫酸盐低浆废液的中长期化学採脂和采用硫酸软膏的短期强度化学採脂。其中采用硫酸软膏的短期强度化学採脂由于对树木本身具有一定的伤害，一般只适用于两三年内即将砍伐的林木。 

#### 分离
分离脂松节油的方法是使用水蒸馏法，具体的工艺有很多种，大致可分为滴水法与蒸汽法两大类。
滴水法是直接在蒸馏锅用明火加热松脂的一种生产工艺，这种生产工艺由于产品质量难以控制且容易引发火灾，已被淘汰。
现在广泛使用的方法是蒸汽法，具体工艺也有很多种，但总体可分为三个工序，即熔解松脂、净制熔解脂液和 蒸馏净制脂液。

### 木松节油
木松节油是指从松节（松木的枝节或瘤节）、明子（即富含树脂的松木遗骸）中提取而成的松节油。
木松节油的制取工艺有两种，即浸提法和干馏法。
浸提法的制取工序大约包括：切碎明子、使用有机溶剂从明子中浸提出树脂和蒸馏分离出木松节油和木松香。
干馏法的制取工序大约包括：将明子放入干馏炉，在隔绝空气的情况下加热使明子分解和从干馏产生的液体产物中分离出松节油。
由于相比脂松节油的制取，木松节油的制取对森林资源的利用相对较差，因此目前木松节油生产量在松节油总产量中比例较低。

### 硫酸盐松节油
硫酸盐松节油是指从木材制浆造纸工业中硫酸盐制浆法产生的废液中提取而成的松节油。值得注意的是：硫酸盐松节油的联产品通常不称为硫酸盐松节油，而是被称为浮油松香。